# Jüdischer Friedhof (Postřižín)

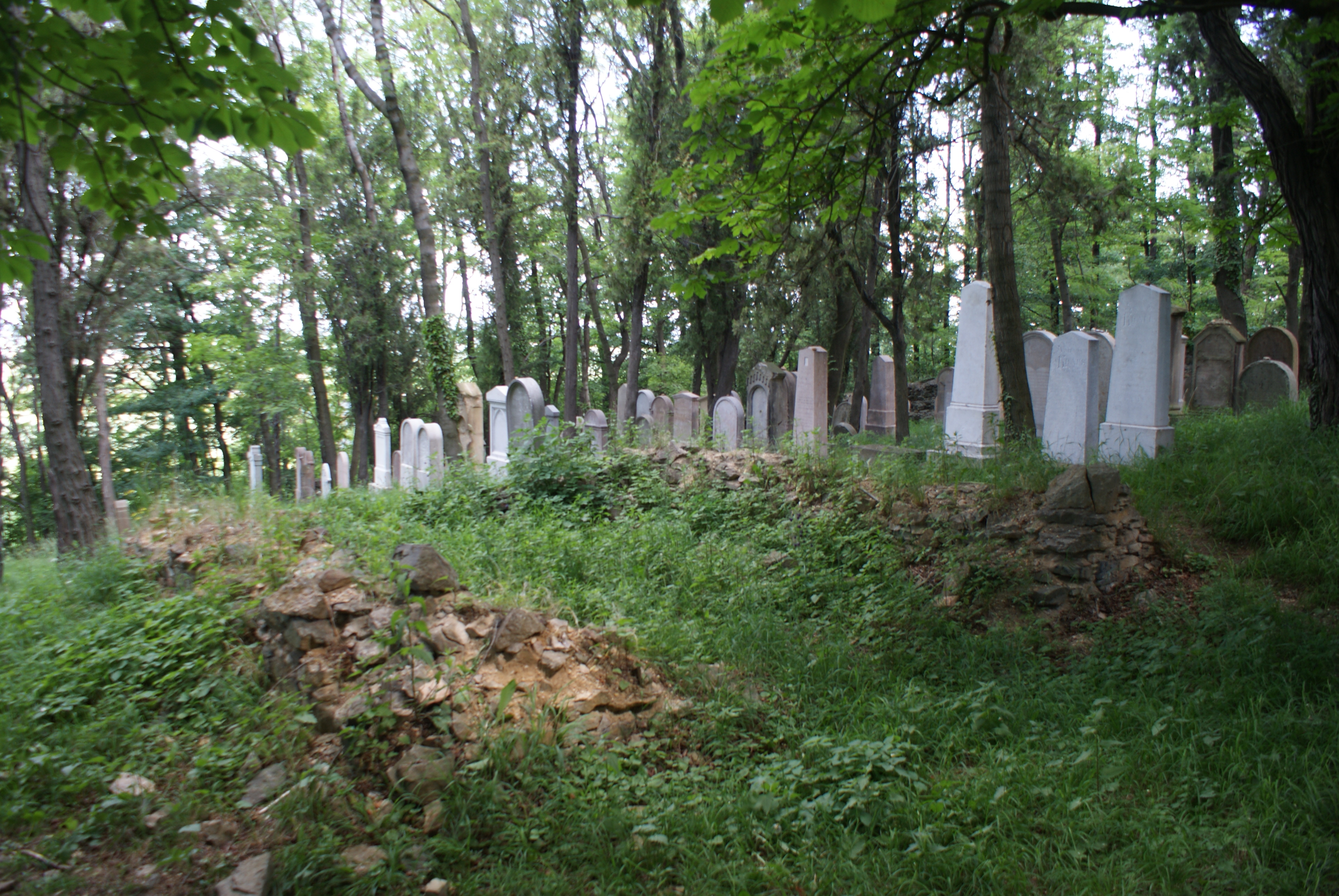
Jüdischer Friedhof in Postřižín

Der Jüdische Friedhof in Postřižín, einer tschechischen Gemeinde im Okres Mělník in der Mittelböhmischen Region, wurde in den 1830er Jahren angelegt.  
Auf dem jüdischen Friedhof sind noch viele Grabsteine erhalten.